# Utrop
Utrop (dansk: Udråb) er en norsk, multikulturel avis, der udkommer hver anden uge.
Den blev etableret i 2001 som den første netavis for minoriteter i Norge. Avisen blev udgivet i en papirversion fra juni 2004. Redaktørchefen er Majoran Vivekananthan.